# Sretenski-Kloster

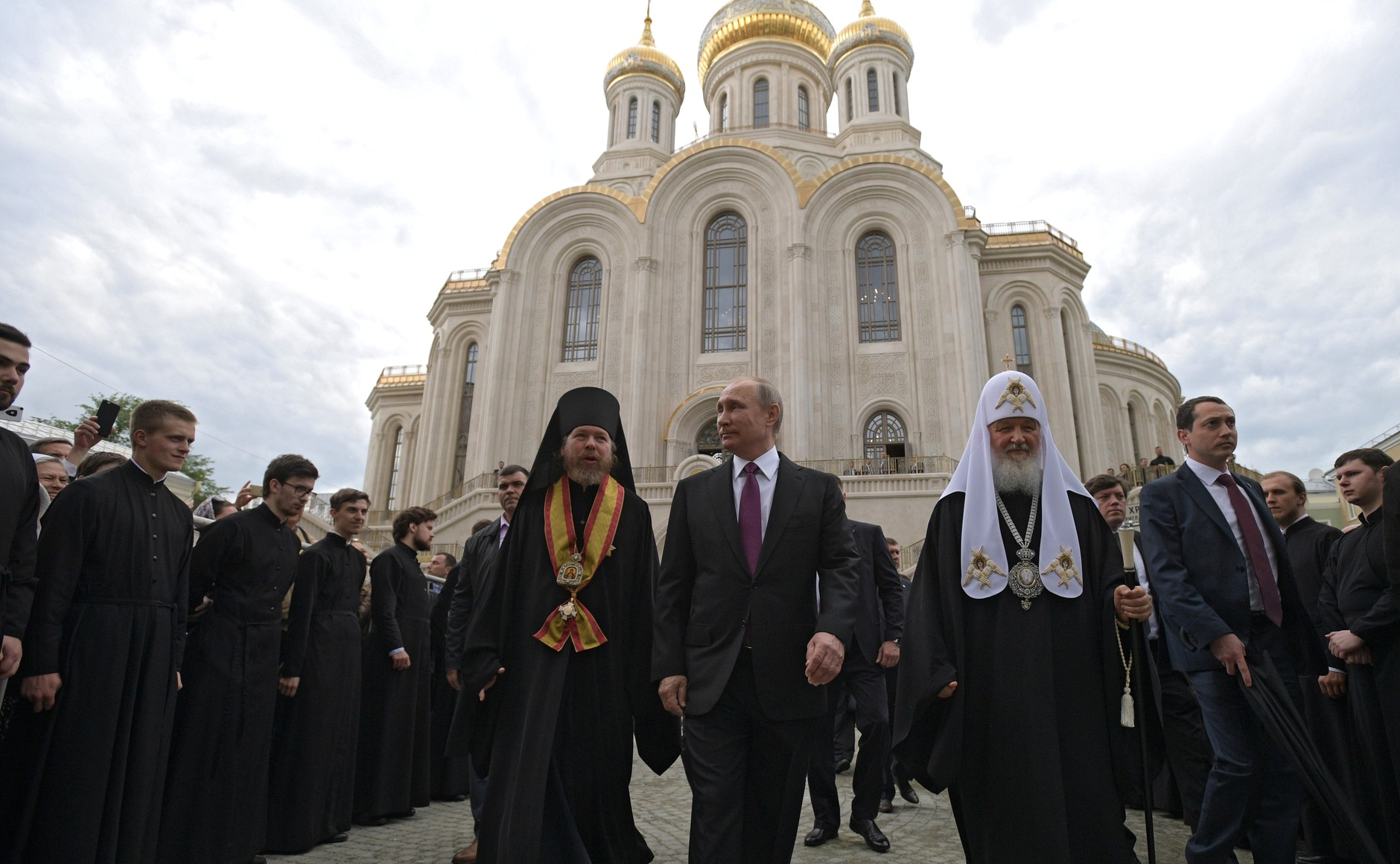
Der russische Präsident Wladimir Putin und Patriarch Kirill von Moskau bei der Einweihung der großen Kirche der Neuen Märtyrer der Russisch-Orthodoxen Kirche des 20. Jahrhunderts im Sretenski-Kloster neben dem ehemaligen NKWD-Hauptquartier

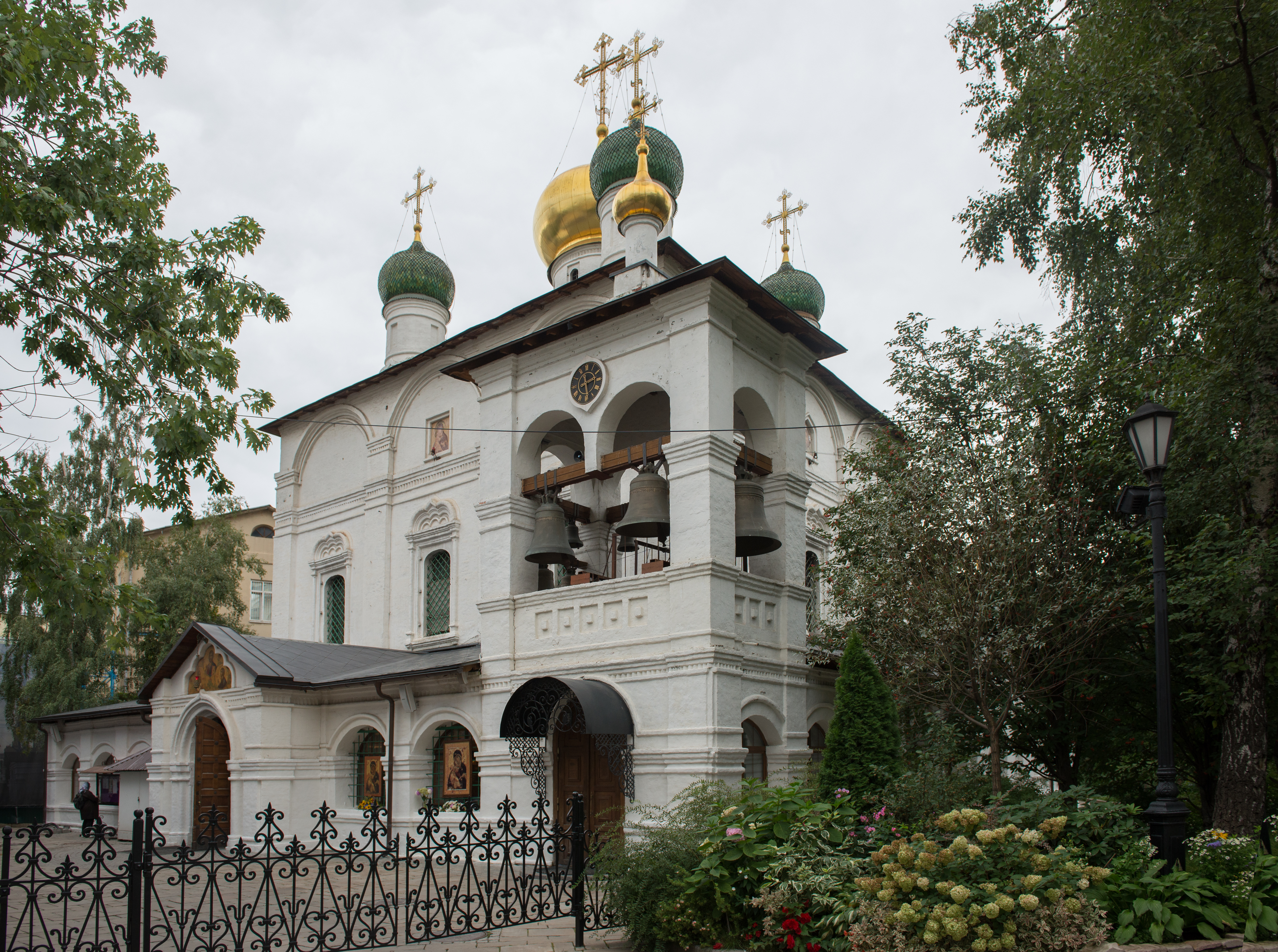
Katholikon des Sretenski-Klosters

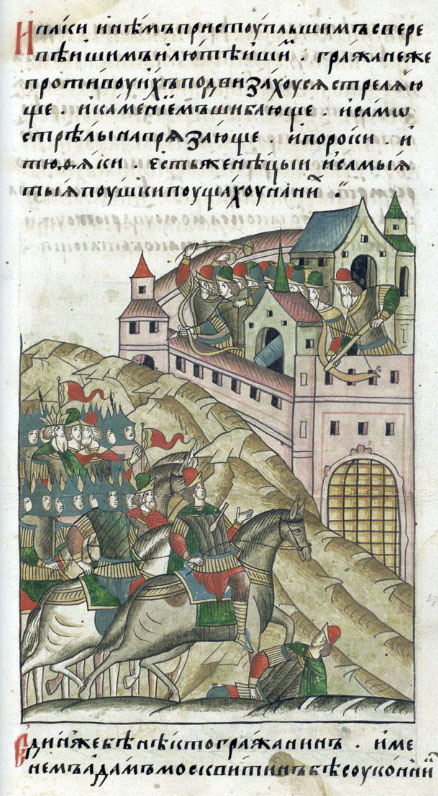
Tochtamisch vor Moskau (16. Jhd.)

Das Sretenski-Kloster (russisch Сретенский монастырь / Sretenski monastyr, wiss. Transliteration Sretenskij monastyr') ist ein stauropegiales Männerkloster der Russisch-Orthodoxen Kirche in Moskau, das seit 1995 diesen Status beisitzt. Es wurde 1397 von Fürst Wassili I. auf dem Kutschkowo Pole (Kutschkas Feld) zur Erinnerung an die Befreiung Moskaus von der Invasion Tamerlans 1395 gegründet. Das Sretenski-Kloster, ursprünglich in der Nähe des Roten Platzes gelegen, wurde im frühen 16. Jahrhundert nordöstlich in die heutige Bolschaja-Lubjanka-Straße verlegt. Bis 1918 hatte es den Status einer Außensiedlung (russisch За штатом). Es gilt als eines der renommiertesten Klöster in der Hauptstadt, trotz seiner geringen Größe. 
Auf dem Gelände des Klosters wurde 2017 eine große Kirche zu Ehren der russischen Neomärtyrer des 20. Jahrhunderts eingeweiht, die Kirche der Neuen Märtyrer und Bekenner der Russisch-Orthodoxen Kirche in Lubjanka.
Der Vorsteher des Sretenski-Klosters war für lange Zeit Bischof Tichon, er wird immer wieder als „Beichtvater Putins“ bezeichnet.
Der Journalist Julian Hans schilderte die Ereignisse um die Einweihung seinerzeit so:

„Am Donnerstag nahm Putin an der Einweihung einer neuen Kirche im Moskauer Sretenskij-Kloster teil. Sie ist den Märtyrern gewidmet, die während der Kirchenverfolgung im Kommunismus getötet wurden. Russland sei ohne die Orthodoxie nicht denkbar, sagte der Präsident. Die Eröffnung der Kirche einhundert Jahre nach den Revolutionen 1917 sei symbolisch. Nur wenn man sich an "die lichten und die tragischen Seiten der Geschichte" erinnere, könne man Lehren aus ihr ziehen.“

Bekannt ist es nicht nur als historisches Wahrzeichen, sondern auch für seinen Männerchor, der die Russisch-Orthodoxe Kirche sowohl im Inland als auch im Ausland vertritt.
Am Kloster befindet sich die 2021 gegründete Geistliche Akademie Sretenski, der ein bereits 2002 eingerichtetes Geistliches Seminar vorausging.